# Чарторыйский, Станислав Ян Анджей
Князь Станислав Ян Анджей Чарторыйский (8 июня 1939— 21 января 2021, Конажево) — польский дипломат.

## Биография
Представитель польского княжеского рода Чарторыйских. Единственный сын князя Романа Яцека Чарторыйского (1898—1958), последнего владельца имения Конажево, и графини Терезы Янины Селины Замойской (1902—1978).

## Образование, работа
В 1958—1963 годах изучал международное право в Познанском университете, где стал магистром права. В 1963—1965 годах учился в Лондонской школе экономики. В 1965—1990 годах имел собственное предприятие для садоводов в Варшаве.
После краха коммунизма Станислав Чарторыйский стал деятелем польской дипломатии и общественной жизни. В 1990—1996 годах занимал пост советника в посольстве Польши в Голландии.
С 1 декабря 1996 по 31 марта 2001 года — посол Польши в Норвегии, затем до 25 апреля 2001 года был послом Польши в Исландии. С 2001 года — советник министра в Министерстве Иностранных Дел. В настоящее время находится на пенсии.
С 2013 года совладелец дворцово-паркового ансамбля в Конажево.

## Общественная деятельность
В период 1980—1990 активист партии «Солидарность», а также Примасовского комитета помощи лицам, лишенным свободы и организатор помощи для лиц, интернированных во время Второй Мировой войны. Член Польского Охотничьего Союза. В 2006 году был одним из членов-основателей Ассоциации Потомков Великого Сейма, с 2008 года выполняет функции Канцлера Сената.

## Семья и дети
Трижды женат.
28 ноября 1970 года в Варшаве женился первым браком на Кристине Годлевской (род. 1936), дочери Мечислава Годлевского и Ядвиги Янины Ивановой. Брак был бездетным и супруги развелись.
13 августа 1983 года в Варшаве вторично женился на Еве Минковской (род. 1959), дочери Ярослава Яна Минковского (род. 1933) и Урсулы Павловской (род. 1934). Дети от второго брака:
- Анна Мария Тереза Чарторыйская (род. 8 января 1984), польская актриса[1]
- Михаил Роман Чарторыйский (род. 13 марта 1986)[1]

9 августа 2002 года в Варшаве в третий раз женился на Иоанне Эльжбете Гардовской (род. 1956), дочери Зыгмунда Гардовского и Анны Стефанской.